# Informe circular
|  | No s'ha de confondre amb Raonament circular o Referència circular. |

Dos tipus de confirmació falsa. Les línies discontínues indiquen la font invisible per a un revisor. En cada cas, una font (a dalt) apareix a un revisor (a baix) com a dues fonts independents.

L'informe circular, o la confirmació falsa, és una situació en la crítica de fonts on sembla que una informació prové de múltiples fonts independents, però en realitat només prové d'una font. En molts casos, el problema passa erròniament per informes descuidats o recopilació d'intel·ligència. Tanmateix, la situació també pot ser ideada intencionadament per la font o el periodista com una manera de reforçar la creença generalitzada en la seva informació.
Aquest problema es produeix en una varietat de camps, com ara la recopilació d'intel·ligència, el periodisme i la investigació acadèmica. És especialment preocupant en la intel·ligència militar perquè la font original té més probabilitats de voler transmetre informació errònia i perquè la cadena d'informació és més propensa a ser enfosquida. També és un problema en el periodisme i el desenvolupament de les teories de la conspiració, en què l'objectiu principal d'una font que difongui informació poc probable o difícil de creure és que sembli que és àmpliament coneguda.
El cas de les falsificacions d'urani del Níger de 2002 va ser un exemple clàssic d'informació circular per part de les agències d'intel·ligència.

## Exemples d'informes circulars

### Roots (Kunta Kinte)
L'autor Alex Haley va créixer escoltant la història oral que el primer avantpassat de la seva família a entrar als Estats Units va ser un jove anomenat Kunta Kinte, que vivia a prop del Kamby Bolongo, o riu Gàmbia, i va ser segrestat com a esclavitud quan anava a recollir fusta. Com a adult, Haley va investigar la seva genealogia familiar per al que seria la novel·la Roots: The Saga of an American Family, i va viatjar a Gàmbia per intentar confirmar la història familiar de Kinte. Haley va explicar la història de Kinte a un seminari d'experts tribals gambians, que van buscar un griot —un historiador oral— que pogués confirmar la història. Finalment, Haley va conèixer un home anomenat Kebba Fofana a la ciutat de Juffure que va poder relatar una història de Kunta Kinte que era sorprenentment semblant a la història familiar de tota la vida de Haley, una aparent confirmació que va fonamentar la novel·la de Haley (així com la minisèrie emblemàtica adaptada de la novel·la). Després de la publicació, però, es va descobrir que les històries orals dels griot no eren fiables per a dates anteriors al segle xix, que Fofana no era un veritable griot i que la confirmació de Fofana de la història d'Haley va ser en última instància un relat de la història que el mateix Haley va explicar als experts gambians.

### Guerra d'Iraq
L'any 2001, les falsificacions d'urani del Níger, documents publicats inicialment pel SISMI (l'antiga agència d'intel·ligència militar d'Itàlia), semblaven representar un intent fet per Saddam Hussein a l'Iraq per comprar pols d'urani de pastís groc al Níger durant la crisi de desarmament de l'Iraq. Altres agències d'intel·ligència els van fer referència per convèncer els seus governs o públic que s'havia produït una compra així.
El 2014, el president de l'Informe del Senat dels Estats Units sobre la intel·ligència anterior a la guerra sobre l'Iraq va dir a Tim Russert de la NBC que un sol informant, ' Curveball ' "havia proporcionat realment el 98 per cent de l'avaluació sobre si els iraquians tenien o no una arma biològica. " Això va ser malgrat que "ningú dins del govern nord-americà havia parlat mai amb l'informant, excepte [per a un sol] analista del Pentàgon, que va concloure que l'home era un alcohòlic i totalment inútil com a font".

### Altres exemples
A principis de 2012, un usuari de TV Tropes anomenat Tunafish va afirmar que existia un error a Civilization que va fer que Gandhi fos molt més agressiu. Tunafish no va aportar-ne cap prova. La repetició d'aquesta informació falsa va donar lloc al meme d'Internet " Nuclear Gandhi ".
El 2018, Shehroze Chaudhry va ser identificada com a membre actiu de l'Estat Islàmic que va participar en l'assassinat de diverses persones, a través d'informacions relacionades amb un podcast del The New York Times, entre d'altres. El podcast i altres punts d'informació feien referència a publicacions de bloc escrites per Chaudhry a partir del 2016. El podcast va ser pres per funcionaris del govern i altres com a prova del crim; tanmateix, les publicacions originals no havien estat verificades i fins itot, van ser retirades posteriorment per l'autor.

## Reportatge circular a la Wikipedia
|  | «Citogènesi periodística» redirigeix aquí. Si cerqueu l'evolució de les cèl·lules, vegeu «Citogènesi». |

De vegades es critica la Wikipedia pel fet de ser utilitzada com a font d'informes circulars, particularment una variant on una afirmació sense font en un article de la Viquipèdia es repeteix per una font fiable, sovint sense citar l'article; que després s'afegeix com a font a les referències de la Viquipèdia.

### Història de la citogènesi
El primer ús registrat del terme citogènesi per descriure aquest fenomen va ser el novembre de 2011, quan Randall Munroe el va utilitzar en una tira còmica xkcd. S'atribueix que el neologisme és un joc de paraules homofònic sobre " citogènesi ", la formació, desenvolupament i variació de cèl·lules biològiques.
Un article de la revista Slate feia referència al procés de quatre passos descrit al còmic, per conscienciar sobre els riscos de la citogènesi mediada per la Viquipèdia. Aquest tipus d'informes circulars s'han descrit com a particularment difícils de detectar a causa de la velocitat de revisions de les pàgines web modernes i de la manca de segells de temps "a partir de" a les cites i de segells de temps de "darrera actualització" a les pàgines en línia.
Inspirats pel còmic, els editors de la Viquipèdia han mantingut des d'aleshores una llista interna d'incidents de citogènesi per controlar-ne la prevalença.
La Viquipèdia aconsella als investigadors i als periodistes que desconfiin i, en general, eviten utilitzar la Viquipèdia com a font directa i que es concentrin en la informació verificable que es troba a les referències citades d'un article. Es recomana als investigadors i als viquipèdiens que anotin la data de recuperació de qualsevol cita web, per donar suport a la identificació de la font més antiga d'una reclamació.

### Exemples a la Viquipèdia

Reportatge circular per la Viquipèdia i la premsa

Exemples destacats d'afirmacions falses que es van propagar a la Viquipèdia i a les fonts de notícies a causa dels informes circulars:
- 2007: Viquipèdia i The Independent van propagar la informació falsa que l'humorista Sacha Baron Cohen havia treballat a Goldman Sachs.[17]
- 2008: un estudiant va afegir arbitràriament, "també conegut com. . . . Aardvarks brasilers" a l'article sobre el coatí, que porta a un comentari posterior sobre el mamífer que esmentava aquest sobrenom. Els punts de venda que repetien el sobrenom incloïen The Independent,[18] el Daily Express,[19] el Metro,[20] The Daily Telegraph,[21] el Daily Mail, un llibre publicat per la Universitat de Chicago[22] i un erudit. treball publicat per la Universitat de Cambridge.[23]
- 2009: el segon nom "Wilhelm" es va afegir falsament al nom de Karl-Theodor zu Guttenberg. Això es va propagar per una sèrie de publicacions, incloent premsa alemanya i internacional.[24]
- 2009: es va afegir un any de llançament incorrecte de 1991 a l'article de la Viquipèdia del rellotge Casio F-91W. La BBC ho va repetir en un article del 2011. La comunicació amb fonts primàries va confirmar repetidament un any de llançament el 1989, però com a font secundària fiable, l'ús de 1991 per la BBC va fer que la desinformació fos difícil d'eliminar. El 2019, KSNV va citar aquest incident com un altre exemple de citogènesi.[25] L'any correcte només es va restaurar després d'aquesta revisió, i l'article de KSNV es va citar a l'article per donar suport a la restauració de la data de llançament de 1989.
- 2014: es va afegir de manera anònima una declaració a la pàgina de la Viquipèdia sobre l'humor britànic Dave Gorman que afirmava que "havia pres un descans professional per fer un autostop patrocinat pels països de la riba del Pacífic". Quan això es va qüestionar, es va citar com a prova un article publicat posteriorment (setembre de 2014) a The Northern Echo, un diari regional del nord-est d'Anglaterra. Gorman va repudiar l'afirmació en un episodi del seu programa de televisió del Regne Unit Modern Life Is Goodish (emissió per primera vegada el 22 de novembre de 2016).[26]

Per separat, se sap que la Viquipèdia ha contribuït a la denominació popular actual de les generacions de consoles de videojocs domèstiques. Se sabia que les consoles domèstiques progressaven per generacions tecnològiques en el moment de la creació de la Viquipèdia, però no s'havia proposat cap sistema formal o mitjà per classificar-les fora de termes amplis com ara "8 bits" o "16 bits" (relacionats amb la paraula longitud utilitzada pels processadors de les consoles). Els editors de la Viquipèdia van crear el seu propi sistema basat en nombres ordinals ("Primera generació", etc.) al mateix temps que els acadèmics començaven a publicar les seves pròpies avaluacions de les generacions de consoles. La comunitat de videojocs va adoptar el sistema de la Viquipèdia com a predeterminat de la indústria, que es va propagar de nou a la Viquipèdia a mesura que s'alliberaven les futures generacions de consoles, anul·lant l'anàlisi acadèmica de les generacions de consoles.